# Live in New York City (Bruce Springsteen)
Live in New York City, uscito nel 2001, è il diciottesimo album di Bruce Springsteen, e il quarto dal vivo. È costituito da 2 dischi contenenti la registrazione integrale del concerto tenutosi al Madison Square Garden di New York in una traccia singola divisa su entrambi i CD

## Storia
Registrato nel corso di due serate consecutive al Madison Square Garden di New York, è stato pubblicato anche come doppio DVD. L'album contiene anche due canzoni inedite: Land of Hope and Dreams e American Skin (41 shots), quest'ultima dedicata allo scomparso Amadou Diallo, ragazzo immigrato liberiano, ucciso per errore dalla polizia di New York.
L'album e il DVD furono mixati e masterizzati rispettivamente da Bob Clearmountain (Mix This!) e Bob Ludwig (Gateway Mastering & DVD) nel corso del 2001 

## Tracce
Disco 1
1. My Love Will Not Let You Down
2. Prove It All Night
3. Two Hearts
4. Atlantic City
5. Mansion on the Hill
6. The River
7. Youngstown
8. Murder Incorporated
9. Badlands
10. Out in the Street
11. Born to Run (non indicata sulla tracklist)

Disco 2
1. Tenth Avenue Freeze-Out
2. Land of Hope and Dreams
3. American skin (41 shots)
4. Lost in the Flood
5. Born in the U.S.A.
6. Don't Look Back
7. Jungleland
8. Ramrod
9. If I Should Fall Behind

## Formazione
- Bruce Springsteen - voce, chitarra, armonica a bocca
- Roy Bittan - tastiera
- Clarence Clemons - sassofono, percussioni
- Danny Federici - tastiera, fisarmonica
- Nils Lofgren - chitarra, voce secondaria
- Patti Scialfa - chitarra, voce secondaria
- Garry Tallent - basso
- Steven Van Zandt - chitarra, mandolino, voce secondaria
- Max Weinberg - batteria, percussioni